# CA007
CA007（しーえーぜろぜろなな）は、カシオ計算機およびNECカシオ モバイルコミュニケーションズ（現・日本電気(NEC)）が日本国内向けに開発した、auブランドを展開するKDDI および沖縄セルラー電話の第3/3.5世代対応（CDMA 1X WIN）の携帯電話である。

## 特徴
- カシオケータイのものづくり思想"Heart Craft"をテーマに押し出した、スタンダードモデルである。外装は内側のケースをコの字型に包み込む形状で、ハードカバーのアルバムをモチーフにしており、サイドには歴代カシオケータイから踏襲される、指を入れる為のくびれを作り、開け易さにも配慮されている。また、着信LEDなどを兼ねる「ペンギンエンブレム」を表面にあしらい、アデリーペンギンを前面に押し出したデザインになっている。カラーコンセプトも「アデリーペンギンのお気に入り」をテーマに、ひだまり＝サンナップオレンジ、わた雲＝コットンホワイト、星明かりの夜＝スターリーブラックというネーミングに反映されている。グラフィックコンセプトも「ペンギンブック」をテーマに、プロダクトテーマのアルバムテイストとの相性を考慮された待受壁紙やアプリケーションデザインになっている。
- 人気のキャラクターであるアデリーペンギンをフィーチャーしたモデルである。「アトリエペンギン」というアプリケーションが搭載されており、遊ぶほどに待受アニメのストーリーや歴代のカシオ製携帯電話に登場したキャラクターのデコレーションメールパーツを増やすことができる。また、「Today's Birthday機能」、「オープンエミーロ」といった従来のカシオ製携帯電話に搭載されてきた一部機能が復活している。また、EXILIMケータイのブランド名を冠してはいないが、808万画素CMOSカメラは裏面照射型を搭載しており、EXILIMケータイではおなじみの機能である「美撮り」や「美撮り＋きらきらクロス」、「超解像デジタルズーム」、「オートベストショット」、「スマイル検出オートシャッター」も搭載している。
- プリセットの音にも、“Heart Craft"テーマが盛り込まれており、Eメール/Cメールのプリセット音は、ヤギの鳴き声やヤギの首のベルの音になっている。ヤギは、アデリーペンギンを追いかけるなど、過去機種のペンギンテーマの待受壁紙からの深い仲のキャラクターである。また、新アプリ「アトリエペンギン」の中で使われる音は、過去のカシオケータイの音の一部が引き継がれている。
- 本機はEV-DO MC-Rev.Aを用いた高速データ通信（WIN HIGH SPEED）には対応しているものの、無線LANによる通信（Wi-Fi WIN）には対応していない。
- 2013年（平成25年）7月31日に開発しているNECカシオの親会社日本電気（NEC）がスマートフォンからの撤退、フィーチャーフォンの開発・生産の継続を発表したが、同社製のau向けフィーチャーフォンとしては、当機種以降に生産・販売されたものはない。

## 沿革
- 2011年（平成23年）5月17日 - KDDI、およびカシオ計算機、NECカシオ モバイルコミュニケーションズ（当時）より公式発表。
- 2011年6月30日 - 全国にて一斉発売開始。
- 2012年（平成24年）6月 - 販売終了。
- 2012年7月22日 - L800MHz（旧800MHz帯・CDMA Band-Class 3）帯によるサービスの停波によりそれ以降はN800MHz（新800MHz帯・CDMA Band-Class 0）帯および2GHz（CDMA Band-Class 6）帯の各サービスで利用する事となる。
- 2022年3月31日 - auの3Gサービス（CDMA 1X WIN）の終了・停波により当端末は利用不可となる。

## 主な機能・対応サービス
- 防犯ブザー

| 主な機能・対応サービス                                                                  | 主な機能・対応サービス                                           | 主な機能・対応サービス                                                  | 主な機能・対応サービス          |
| --------------------------------------------------------------------------------------- | ---------------------------------------------------------------- | ----------------------------------------------------------------------- | ------------------------------- |
| LISMO! (着うたフル) (着うたフルプラス) (LISMOビデオクリップ) (LISMO Video) (LISMO Book) | EZケータイアレンジ                                               | バーコードリーダー&メーカー                                             | PCサイトビューアー              |
| au BOX                                                                                  | ワイヤレスミュージック                                           | au Smart Sports Run & Walk Karada Manager カロリーカウンター            | EZナビウォーク 3D・声de入力対応 |
| EZ助手席ナビ                                                                            | 安心ナビ                                                         | 災害時ナビ                                                              | ナカチェン                      |
| EZアプリ FullGame! Bluetooth対戦                                                        | EZアプリ(J・B)                                                   | オープンアプリプレイヤー                                                | PCドキュメントビューアー        |
| EZケータイアレンジ アレンジメニュー ティーンズモード                                    | au oneガジェット マルチプレイウィンドゥ クイックアクセスメニュー | じぶん銀行アプリ                                                        | EZ・FM                          |
| EZチャンネル EZチャンネルプラス EZニュースフラッシュ EZニュースEX                       | Touch Message                                                    | EZFeliCa                                                                | ケータイ de PCメール            |
| デコレーションメール 絵しゃべりメール ラッピングメール                                  | デコレーションアニメ                                             | au one メール                                                           | 緊急通報位置通知 緊急地震速報   |
| ワンセグ                                                                                | グローバルパスポート (CDMA)                                      | WIN HIGH SPEED 赤外線通信 (IrDA) 無線LAN機能 (Wi-Fi WIN) auフェムトセル | Bluetooth                       |